# Seara Velha
Seara Velha is een plaats (freguesia) in de Portugese gemeente Chaves en telt 187 inwoners (2001).